# Кодо (Сарагоса)
Кодо (ісп. Codo) — муніципалітет в Іспанії, у складі автономної спільноти Арагон, у провінції Сарагоса. Населення — 211 осіб (2010).
Муніципалітет розташований на відстані близько 270 км на північний схід від Мадрида, 38 км на південний схід від Сарагоси.

## Демографія
Динаміка населення (INE ):